# Incestophantes camtchadalicus
Incestophantes camtchadalicus là một loài nhện trong họ Linyphiidae.
Loài này thuộc chi Incestophantes. Incestophantes camtchadalicus được Andrei V. Tanasevitch miêu tả năm 1988.